# Scaeopteryx curvatula
Scaeopteryx curvatula är en fjärilsart som beskrevs av Rothschild 1917. Scaeopteryx curvatula ingår i släktet Scaeopteryx och familjen tandspinnare. Inga underarter finns listade.